# Jacob Muhl
Jacob Muhl (* 29. August 1646 in Hamburg; † 30. Juli 1718 in Amsterdam) war ein deutscher Kaufmann in Hamburg und Amsterdam.

## Leben
Die Vorfahren väterlicherseits waren Kaufleute aus dem altmärkischen Salzwedel. Der Vater Jacob siedelte nach Hamburg um. Der Bruder Dietrich Muhl verfasste ein Stammbuch zur Geschichte der Familie.
Der junge Jacob Muhl erhielt zunächst ebenfalls das Hamburger Bürgerrecht als Fernkaufmann.
Spätestens seit 1678 lebte er in Amsterdam. 1690 verwahrte er dort Besitz und Vermögen der Revaler Kaufleute Hendrik Baad und Jakob Hetteling für die Zeit ihres Arrestes.
Jacob Muhl war mit Caecilia Damcke verheiratet. Ein Sohn war
- Abraham Muhl (1686–1757), Fernkaufmann in Danzig